# Steve - Un mostro a tutto ritmo
Steve - Un mostro a tutto ritmo (Rumble) è un film d'animazione del 2021 diretto da Hamish Grieve.
La pellicola è stata prodotta da Paramount Animation, in collaborazione con WWE Studios, Reel FX e Walden Media.

## Trama
In un mondo in cui coesistono mostri giganti e umani, i mostri competono in un popolare sport globale di wrestling professionale noto come monster wrestling, con ogni città che ha il proprio lottatore di mostri. Dopo che l'attuale lottatore per la piccola città di Stoker, lo squalo Tentacular diventa il nuovo campione del mondo, annuncia che non vuole più rappresentare Stoker. Ai cittadini viene successivamente detto che se non trovano un nuovo lottatore, perderanno lo stadio della città e le sue entrate, il che spinge l'appassionata di wrestling Winnie Coyle a cercare un nuovo rappresentante di mostri per la sua città.
Winnie si dirige a una rissa clandestina e trova Rayburn Jr., il figlio del famoso defunto campione di Stoker Rayburn Sr., che combatte sotto il nome di "Steve The Stupendous". Winnie interferisce nella partita e fa vincere Steve invece di fare un tuffo, come voleva il datore di lavoro dell'arena sotterranea. Steve viene affrontato dal suo datore di lavoro e minacciato a meno che non riesca a riavere al proprietario i soldi che ha appena perso. Winnie dice a Steve che può aiutarlo a ottenere i soldi addestrandolo a combattere Tentacular. Rendendosi conto di non avere altro modo per fare soldi, Steve accetta di essere addestrato.
Steve inizialmente non è interessato a imparare a combattere correttamente e vince il suo primo incontro eludendo il suo avversario. Steve in seguito dice a Winnie che ha lasciato Stoker perché tutti lo vedevano come un'estensione di suo padre e non potevano essere all'altezza del suo nome. Winnie scopre che Steve ama ballare e decide di addestrarlo usando i passi di danza. Man mano che avanzano nella classifica del campionato, Tentacular annuncia che lui e il suo agente hanno acquistato lo stadio di Stoker e vogliono demolirlo poiché Tentacular lo vede come un promemoria che sarà sempre paragonato a Rayburn. Anche se Steve riesce a ripagare il suo datore di lavoro nell'arena sotterranea, decide di aiutare Winnie, rivela la sua identità di figlio di Rayburn e sfida Tentacular a una partita per lo stadio.
Durante il combattimento, Steve evita la maggior parte dei colpi di Tentacular nel primo round, ma Tentacular contrasta i suoi passi di danza nel secondo round. Dopo aver convinto Winnie a non arrendersi, Steve, nel terzo round, riesce non solo a usare la danza, ma anche a ottenere diversi successi. Winnie dice a Steve di usare le ventose di Tentacular per attaccarlo a uno dei pali d'angolo. Quando Steve entra per la mossa finale, lui e Tentacular si scontrano e vengono entrambi eliminati. Tentacular si alza per primo ma è troppo scosso per terminare il match. La folla fa rialzare Steve applaudendo un ritmo di salsa ed è in grado di sconfiggere Tentacular, diventando il nuovo campione di monster wrestling e salvando lo stadio.

## Accoglienza
Su Rotten Tomatoes, il film ha un indice di gradimento del 44% basato su 16 recensioni professionali, con una valutazione di 5,20/10. Su Metacritic, il film ha un punteggio di 48 su 100 basato su 5 recensioni professionali, indicando "recensioni generalmente negative o miste".

## Distribuzione
Il film in Italia è disponibile dal 15 settembre 2022 su Paramount+.